# Système judiciaire de Bulgarie
 (décembre 2024).
Si vous disposez d'ouvrages ou d'articles de référence ou si vous connaissez des sites web de qualité traitant du thème abordé ici, merci de compléter l'article en donnant les références utiles à sa vérifiabilité et en les liant à la section « Notes et références ».

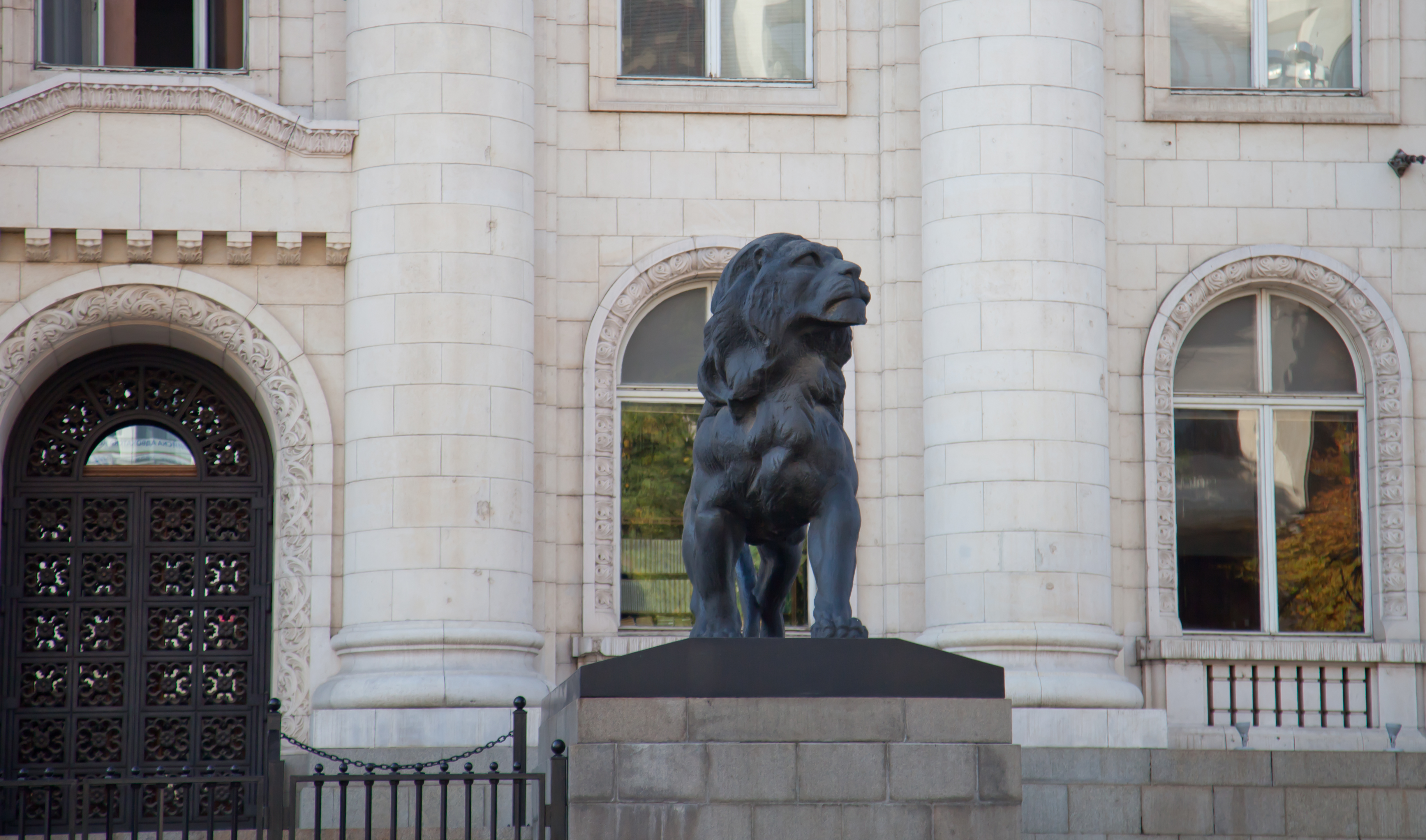
Palais de justice de Sofia, Bulgarie

Le système judiciaire bulgare est un ensemble d'institutions qui incarnent le pouvoir judiciaire, le pouvoir exécutif et le pouvoir législatif. Tout d'abord, la structure du système judiciaire est régie par la Constitution de la République de Bulgarie, puis par d'autres actes juridiques, dont le plus important est la loi sur le pouvoir judiciaire.

## Arrangement constitutionnel du pouvoir judiciaire
Dans l'art. 8. de la Constitution, la répartition des pouvoirs dans le pays a été fixée.

« Art.8. Le pouvoir de l'Etat est séparé en pouvoir législatif, exécutif et judiciaire. »

— Constitution de la République bulgare
Les questions relatives au pouvoir judiciaire sont traitées au chapitre 6. "Autorité judiciaire" (art. art. 117 - 134) de la Constitution bulgare
L'administration de la justice en Bulgarie se compose de trois institutions. Les tribunaux sont des organes d'État chargés de fonctions judiciaires dans les affaires civiles, pénales et administratives.

## Structure du système judiciaire
L'organisation et les activités des tribunaux en Bulgarie sont régies par la loi sur le pouvoir judiciaire. Le Conseil judiciaire suprême est l'organe administratif suprême de gestion du pouvoir judiciaire, qui représente le pouvoir judiciaire et garantit son indépendance, détermine la composition et l'organisation du pouvoir judiciaire et gère ses activités. Avec des changements par rapport à 2015, en raison des spécificités différentes de leurs activités, le SJC est divisé en deux collèges - judiciaire et procédural.
C'est le ministère public (ou ministère public) qui doit porter plainte pour atteinte aux intérêts de l'État ou abus de pouvoir.
Le système judiciaire bulgare divise généralement les magistrats en trois catégories : les juges, les procureurs et les enquêteurs . Tous bénéficient de l'immunité, comme les représentants du peuple.

## Types de tribunaux
Selon la loi, les tribunaux sont divisés en cours régionales, militaires, administratives et d'appel : la Cour suprême de cassation (SC), la Cour administrative suprême (SC) et la Cour constitutionnelle (SC). Il existe également un tribunal arbitraire, mais ce n'est pas une institution étatique. Les tribunaux administratifs, dirigés par la Cour administrative suprême, sont le lieu où sont entendues les affaires liées à l'administration de l'État. Les affaires civiles et pénales sont jugées par les tribunaux civils. Les cours d'appel connaissent des affaires faisant l'objet d'un appel en deuxième instance. La plus haute instance de cette dernière est la Cour suprême de cassation.
Tribunaux régionaux (RC) – ce sont les principaux tribunaux qui connaissent des affaires en première instance. Leurs décisions sont susceptibles de recours devant le tribunal de district compétent.
Les tribunaux de district (DC) font office de tribunaux de première et de deuxième instance. Ils considèrent en premier lieu une catégorie de cas précisément définie, caractérisée par un intérêt matériel ou une signification plus élevée des relations sociales auxquelles elles se rapportent. En tant que deuxième instance (d'appel), les tribunaux de district agissent lorsqu'ils examinent les décisions rendues par les tribunaux de district. Le tribunal de district de Sofia dessert la population de l'unité administrative-territoriale de la région de Sofia (région de Sofia).
Tribunaux administratifs – Ils connaissent de toutes les affaires relatives aux demandes de délivrance, modification, annulation ou déclaration de nullité d'actes administratifs ; déclaration de nullité ou de destruction des accords relevant du Code de procédure administrative ; protection contre les actions et inactions infondées de l'administration ; défense contre l'application illégale ; l'indemnisation des dommages résultant d'actes illégaux, d'actions et d'inactions des organes administratifs et des fonctionnaires ; dommages-intérêts compensatoires ; l'annulation, l'invalidation ou l'annulation des décisions rendues par les tribunaux administratifs ; établissant la fausseté des actes administratifs en vertu du Code de procédure administrative.
La Cour d'appel (CA) connaît des affaires initiées par les appels et les protestations contre les actes de première instance des tribunaux de district de son arrondissement judiciaire.
Les affaires liées aux interprétations de la Constitution sont traitées par la Cour constitutionnelle composée de 12 membres, qui ne fait pas partie du système judiciaire.

## Scandales dans le système judiciaire

### L'affaire avec la juge Rumyana Chenalova
L'ambassadeur de France en Bulgarie , Xavier Lapeyre de Cabanes , a publiquement exprimé des doutes (2014) sur le fait que la juge Rumiana Chenalova avait illégalement soustrait les biens d'une entreprise française au profit d'autres personnes. Après les informations présentées, une audience suivie par la juge Chenalova de la CSC . Certains membres du SJC, dont Kalin Kalpakchiev, estiment qu'elle a menti au SJC en ce qui concerne le fait qu'elle ne connaissait pas le liquidateur désigné dans l'affaire de la société française.